# 예수 관련 신약 장소

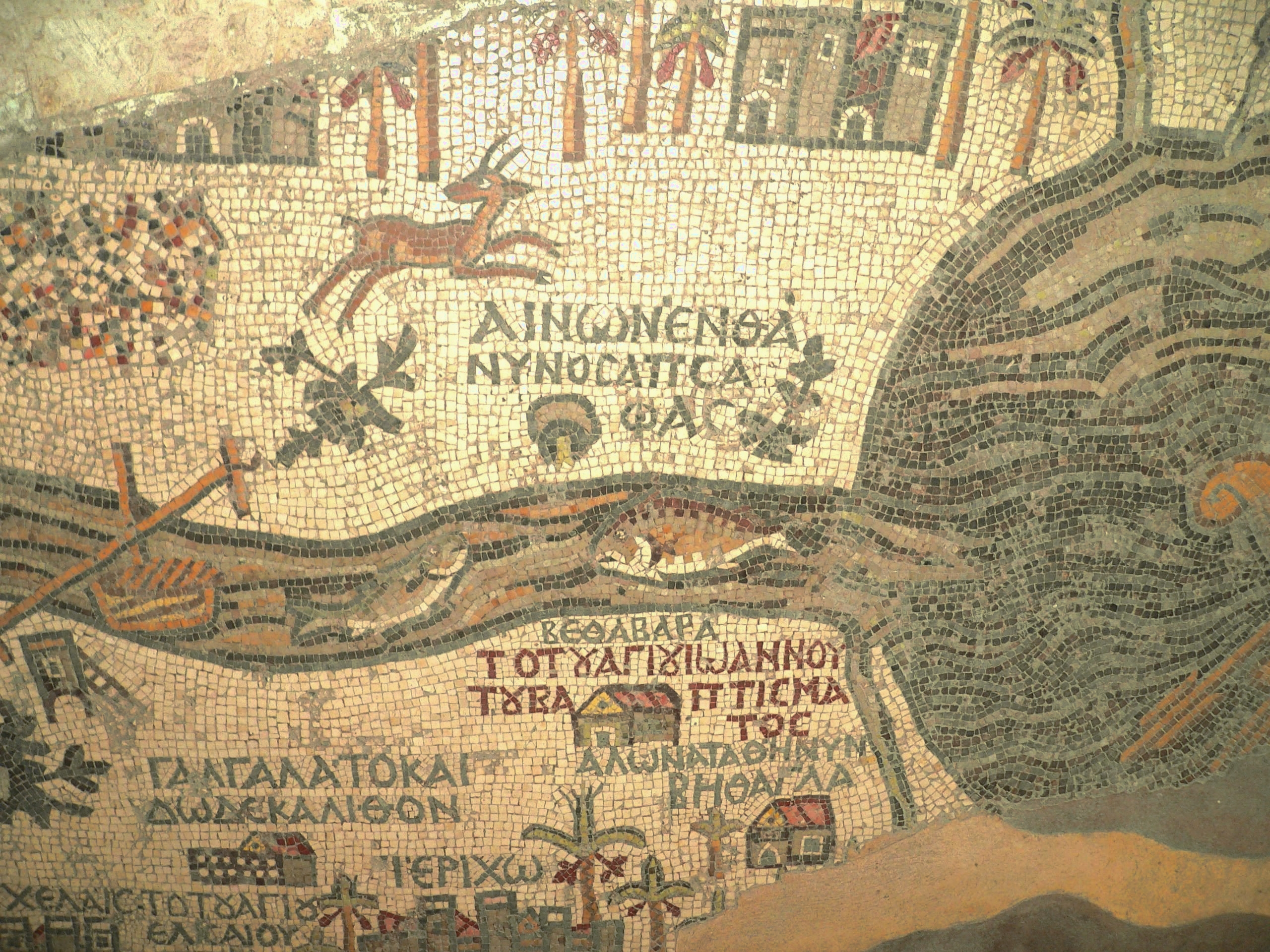
요르단강 베다니 (Βέθαβαρά)를 보여주는 초기 비잔티움 마다바 지도의 일부

예수의 삶의 신약 성경의 이야기는 거룩한 땅과 이집트로의 여행에서의 몇 개의 장소를 가리킨다. 이 계정에서 예수님의 공생애에서의 주요한 위치는 페레아와 사마리아 등의 주변 지역에서 일어난 활동을 포함, 갈릴래아와 유대이다.

## 같이 보기
예수 - 행동과 연대기
- 예수의 세례
- 예수의 연대기
- 상세 기독교 연표
- 복음서 조화
- 역사적 예수
- 기독교 속 예수
- 신약 속 예수의 삶
- 맥밀런 성경 도해
- 예수의 공생애
- 성경의 연표

예수 관련 위치
- 아이온
- 알 마그타스
- 베다바라
- 까스르 엘 야후드